# Palpita argoleuca
Palpita argoleuca es una especie de polillas perteneciente a la familia Crambidae descrita por Edward Meyrick en 1938. Se encuentra en la isla de Java (Indonesia).